# Chiffonnette (film, 1916)
Pour les articles homonymes, voir Chiffonnette.

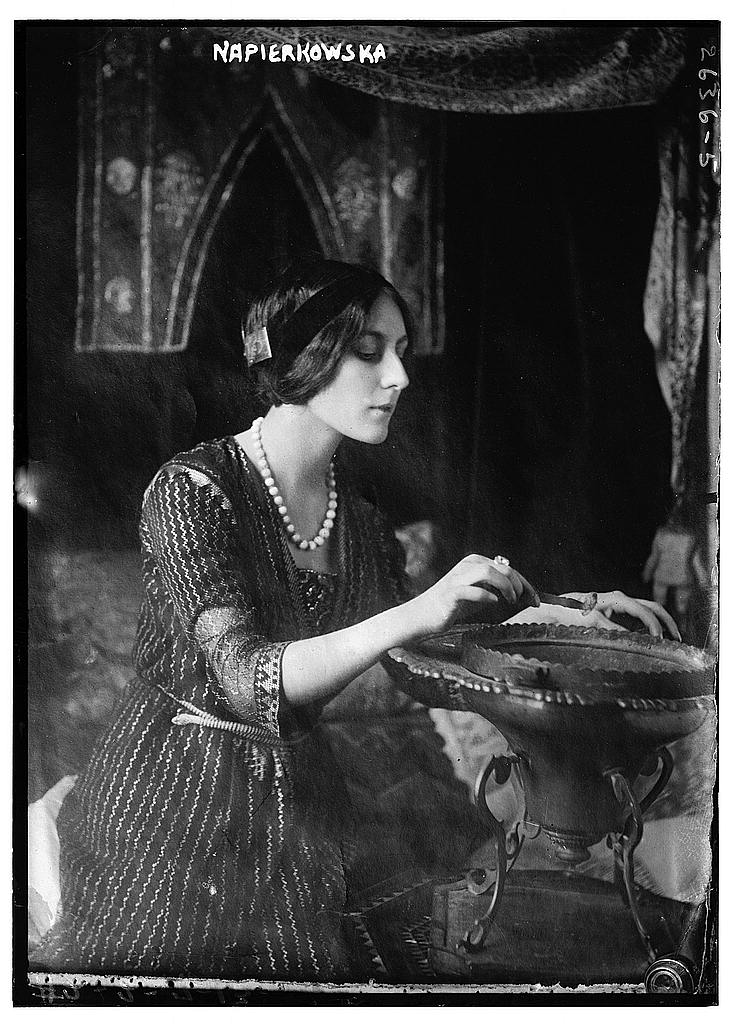
Stacia Napierkowska. Photo prise entre 1910 et 1915

Chiffonnette est un film muet franco-italien réalisé par Ubaldo Pittei, sorti en 1916 en Italie et en 1917 en France.

## Fiche technique
- Titre original :
- Titre français : Chiffonnette
- Réalisation : Ubaldo Pittei
- Scénario : Ubaldo Pittei
- Direction artistique :
- Photographie :
- Société de production : Film d'Arte Italiana
- Société de distribution : Pathé Frères
- Pays d’origine :  Royaume d'Italie |  France
- Langue originale :
- Format : Noir et blanc — 35 mm — 1,33:1 — Muet
- Durée : 1 420 mètres
- Dates de sortie : 
  -  Royaume d'Italie : décembre 1916
  -  France : 17 janvier 1917

## Distribution
- Stacia Napierkowska
- Eduardo D'Accursio